# Sremski Karlovci
Sremski Karlovci (kyrilliska: Сремски Карловци, tyska Karlowitz, hr: Srijemski Karlovci, hu: Karlóca) är en stad i Serbiens nordliga provins Vojvodina, i området Srem. Staden ligger vid floden Donau, 6 km från Novi Sad och har runt 9 000 invånare.

## Historia
Sremski Karlovci nämns första gången år 1308 under namnet Karom. Efter den stora serbiska utvandringen (1689-90) etablerade sig patriarken Arsenije III Čarnojević på Fruška Gora och gjorde Sremski Karlovci till sin residensstad. Staden blev på 1700-talet serbernas administrativa och kulturella centrum.
Även känd för Freden i Karlowitz år 1699 där Österrike erhöll större delen av Ungern från det Osmanska Riket.

## Galleri

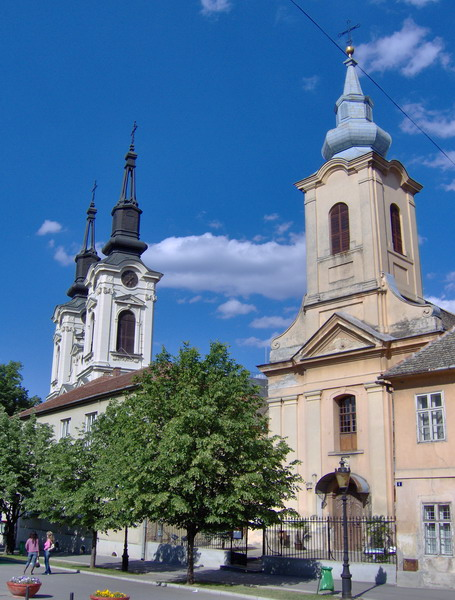
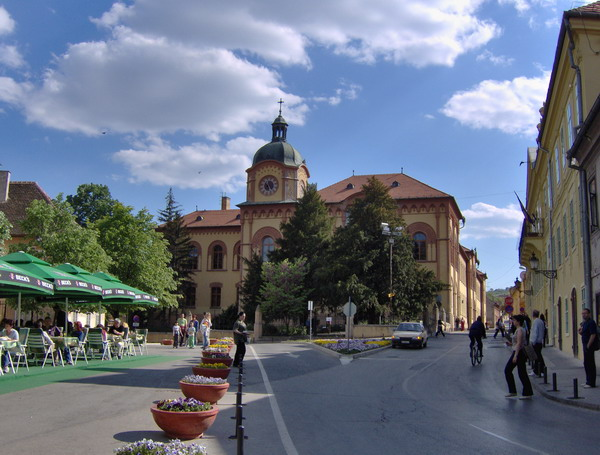
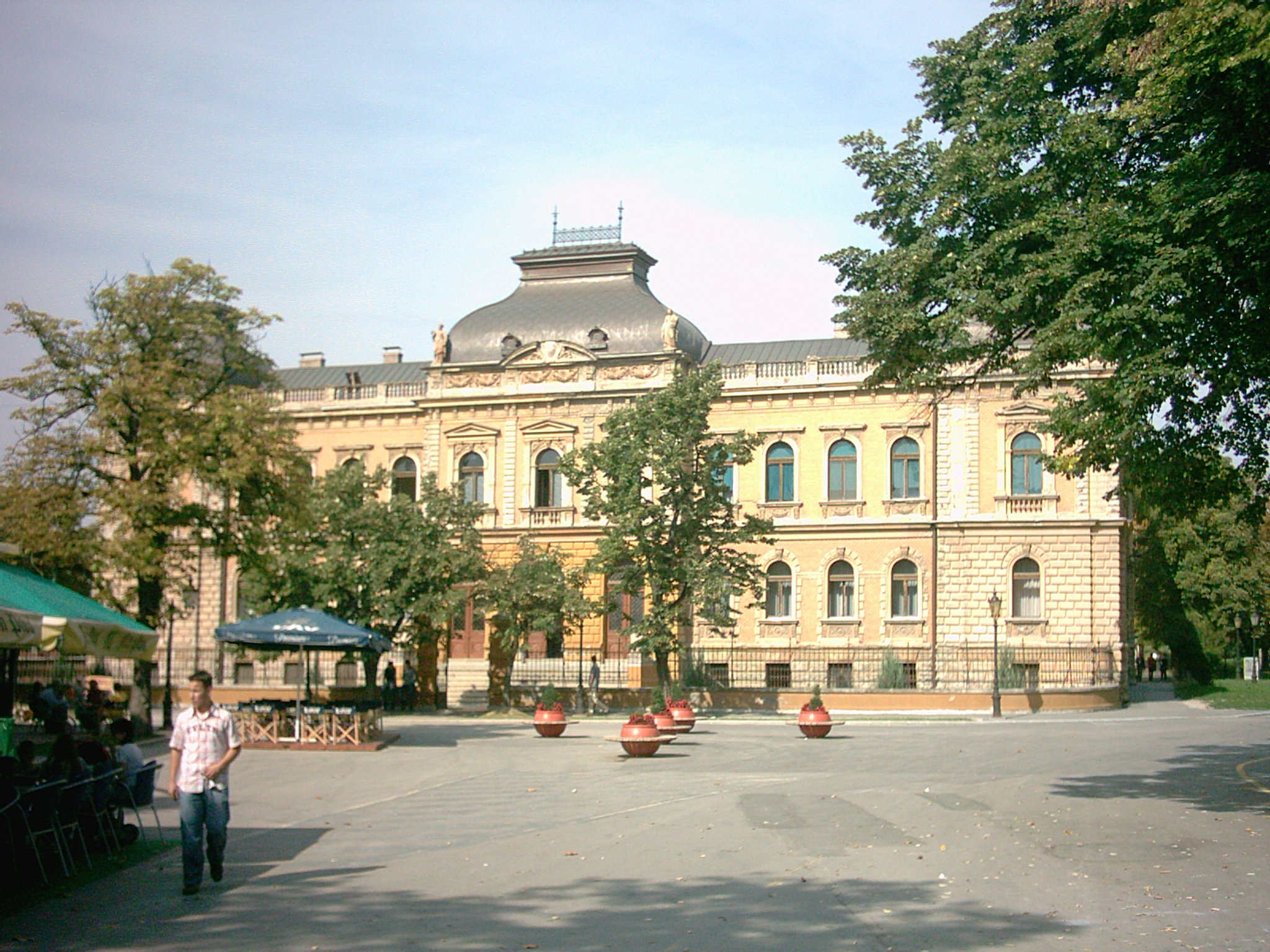
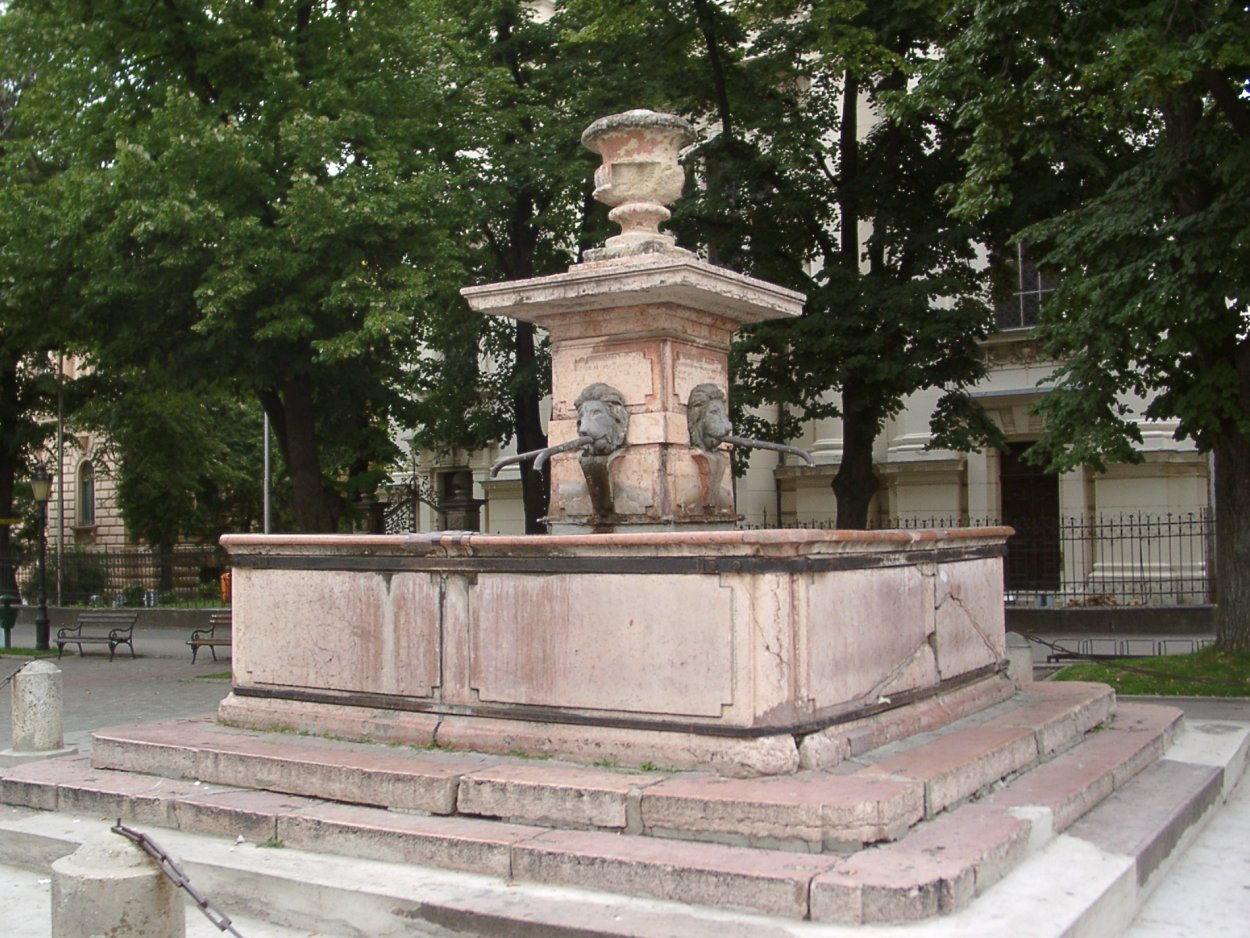